# Schwedendamminsel
Schwedendamminsel ist eine Insel im Fluss Havel in der Stadt Rathenow gelegen. Auf ihr liegt der Optikpark, eine Parkanlage der Bundesgartenschau 2015. Flussaufwärts befindet sich die Magazininsel.